# Alicja Jadwiga Kotowska

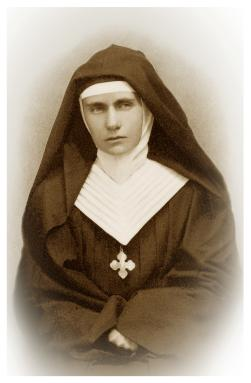
Alicja Jadwiga Kotowska

Alicja Jadwiga Kotowska, eigentlich Maria Jadwiga Kotowska, (* 20. November 1899 in Warschau, Polen; † 11. November 1939 im Wald von Wielka Piaśnica) war eine selige polnische Ordensschwester.

## Leben
Bereits 1918 wurde sie während ihres Medizinstudiums an der Universität Warschau Mitglied der polnischen Armee unter Józef Piłsudski und wirkte während des Ersten Weltkrieges als Sanitäterin des Polnischen Roten Kreuzes an der Ostfront. 1932 erhielt sie für ihre Leistungen und Tapferkeit während der Kämpfe den Orden Polonia Restituta. 1922 trat sie ins Kloster der Resurrektionisten in Wejherowo ein und nahm den Ordensnamen Alicja an. 1929 verteidigte sie ihre Magisterarbeit in Chemie, wurde Lehrerin und anschließend Direktorin an der Klosterschule in Wejherowo. Nach Ausbruch des Zweiten Weltkrieges stellte sie die Gestapo am 24. Oktober 1939 unter Arrest. Am 11. November 1939 wurde sie, zusammen mit zahlreichen anderen Geistlichen und Angehörigen der polnischen Intelligenz aus der Region Pommern, während der Massaker von Piaśnica erschossen.
Papst Johannes Paul II. sprach sie am 13. Juni 1999 zusammen mit 107 weiteren polnischen Märtyrern des deutschen Besatzungsregimes selig. Die Grundschule der  Resurrektionisten in Wejherowo ist seitdem nach ihr benannt.